# Arif Erdem
Arif Erdem (* 2. Januar 1972 in Istanbul) ist ein ehemaliger türkischer Fußballspieler albanischer Abstammung.

## Spielerkarriere

### Verein
Der Stürmer spielte 348 Ligaspiele für Galatasaray Istanbul und erzielte dabei 105 Treffer. Er spielte 86 Partien in europäischen Wettbewerben mit 16 Toren. Weiterhin trat er 60-mal für die türkische Nationalmannschaft an und traf elf Mal.
Berühmt wurde er, als er 1993 im Champions-League-Qualifikationsspiel gegen Manchester United im denkwürdigen 3:3 im Stadion Old Trafford ein wichtiges Tor erzielte, womit Galatasaray sich für die Hauptrunde qualifizierte. Ansonsten war er für seine Freistöße und Sprints bekannt.
In der Ligapartie gegen Altay Izmir am 11. April 2003 erzielte Erdem sein 100. Erstligator und schaffte es damit in den 100er-Klub der höchsten türkischen Spielklasse.
Außer einer halben Saison in Spanien spielte er 14 Jahre für Galatasaray. Er war einer der wichtigsten Spieler beim ersten türkischen UEFA-Pokal-Sieg 2000. In der Saison 2001/02 wurde er mit 21 Toren zusammen mit İlhan Mansız Torschützenkönig der türkischen Liga. 

### Nationalmannschaft
Mit dem Aufgebot der türkischen Nationalmannschaft erreichte er den dritten Platz bei der Fußball-Weltmeisterschaft 2002 in Japan/Südkorea. Erdem beendete 2005 seine Karriere. 

## Trainerkarriere
Von 2006 bis November 2011 war er als Co-Trainer bei Istanbul Büyükşehir Belediyespor tätig. Am 17. November 2011 übernahm er die Mannschaft als Chef-Trainer und verließ zum Saisonende den Verein.

## Erfolge

### Als Nationalspieler
- WM-Dritter mit der Türkei bei der Fußball-Weltmeisterschaft 2002 in Japan & Südkorea

### Mit seinem Verein
- UEFA-Pokal-Sieger: 2000
- Türkischer Meister (7): 1993, 1994, 1997, 1998, 1999, 2000, 2002
- Türkischer Pokalsieger (5): 1993, 1996, 1999, 2000, 2005

Individuell
- 100er-Klub-Mitglied der Süper Lig

### Auszeichnung
- Torschützenkönig gemeinsam mit İlhan Mansız der Süper Lig Saison 2001/2002